# Ildevert Mathurin Mouanga
Ildevert Mathurin Mouanga (ur. 27 maja 1966 w Hamon) – kongijski duchowny katolicki, biskup diecezjalny Kinkali od 2020.

## Życiorys
Święcenia kapłańskie otrzymał 16 sierpnia 1998 i został inkardynowany do diecezji Kinkala. Po krótkim stażu wikariuszowskim odbył w Rzymie studia specjalistyczne z biblistyki. W 2009 powrócił do kraju i objął funkcję wykładowcy i dyrektora ds. studiów w krajowym seminarium w Brazzaville, a w 2014 został jego rektorem.
5 marca 2020 papież Franciszek mianował go biskupem diecezjalnym Kinkali. Sakry udzielił mu 28 czerwca 2020 biskup Louis Portella Mbuyu.